# Ribarroja Club de Fútbol
El Ribarroja Club de Fútbol es un club de fútbol de España de la ciudad de Ribarroja del Turia (Valencia). Fue fundado en 1942 y juega en la Lliga Comunitat.

## Historia
El Ribarroja CF como tal, se fundó el 20 de julio de 1942. Militó durante un largo periplo de tiempo en categorías regionales de la federación valenciana. En la temporada 1983/84, un grupo de personas amantes del fútbol, creó un nuevo club en el municipio, llamado Atlético Club Ribarroja, comenzando en la extinta Tercera Regional, posteriormente Segunda Regional hasta llegar a Primera Regional. Así, tras varios años de convivencia de estos dos clubes en Ribarroja del Turia, tras varias negociaciones, comenzaron negociaciones entre ambos clubes a finales de la temporada 1987/88. Hasta que en la temporada 1988/89, una vez fusionados ambos clubes bajo la denominación del club más longevo, el Ribarroja CF realizó una temporada notable en Regional Preferente y el equipo ascendió por primera vez en su historia a Tercera División.
En esta categoría estuvo tres campañas desde 1989 hasta 1992. Tras más de 15 años sin saborear la categoría nacional, el Ribarroja ascendió de nuevo a Tercera tras quedar en el tercer puesto del Grupo 2º de Regional Preferente en la temporada 2007/08.
Jugadores como Diego Ronda, Roberto Gil, Diego Ribera, Raúl Albiol o Miguel Albiol, han vestido la camiseta del Ribarroja en categorías inferiores.

## Presidentes
| - Victoriano Zorrilla Saura - Miguel Tarrega García - Enrique Jiménez Molina - Roberto Gil Cifre - Enrique Ramírez Lanaquera | - Ramón Moreno Folgado - Vicente Belenguer Durá - José Mossi Fortea - Roberto Durá Zaragoza - Vicente Rodrigo Palop | - Expedito Tomás Balbastre - Miguel Casades Noguera - Rogelio Pérez García - Francisco Soriano Raga - José Ruiz Ramos | - José Ballester - Vicente Miguel Ruiz Esteban - José Luis Durá Ramos - José Reig Asensi - Gustavo Navarro Pedros - Juan Antonio Toledo Gomez |

## Uniforme
- Uniforme titular: Camiseta roja, pantalón azul marino, medias azules merino.
- Uniforme alternativo: Camiseta gris, pantalón gris, medias grises.

## Estadio
El Estadio Roberto Gil es un campo de fútbol que se inauguró el 16 de enero de 2002 con un encuentro amistoso entre el equipo local y el Valencia CF. Se encuentra situado en la avenida del Polideportivo, s/n. Las medidas del terreno de juego son 105 por 68 metros.
En el año 2002 fue llamado Estadio Municipal de Ribarroja. 
Y en el 2015 en un encuentro otra vez entre los locales y el Valencia C. F., cambiaron el nombre en honor al jugador valencianista Roberto Gil.

## Datos del club
- Temporadas en Primera División: Ninguna.
- Temporadas en Segunda División: Ninguna.
- Temporadas en Segunda División B: Ninguna.
- Temporadas en Tercera División: 8.

## Veteranos Ribarroja C.F.
Los Veteranos del Ribarroja disputan la liga de la Federación Valenciana encuadrados en el Grupo Norte. En la temporada 2015-2016 se proclamaron campeones de la Copa de Veteranos de la Comunidad Valenciana.

### Cronología de los Entrenadores Veteranos Ribarroja C.F.
Enrique Muedra Vidal (2012).
 José Roig Asensi (2013).
 Israel Cuesta Tinajo (2013-2015).
 Juan José González Seco (2015-2017).
 Manuel Soriano Raga (desde 2017).

## Entrenadores

### Cronología de los entrenadores Ribarroja C.F.
- José Luis Durá Ramos (2007-2008).
- Jero López (2008-2010).
- Jero López (2011-2012). Destituido.
- Javier García Pons (2011-2012).
- Javier García Pons (2012-2013).
- Carlos Luque (2013-2015).
- Alejandro San Isidro (desde 2015).